# Journal of Financial Economics
Das Journal of Financial Economics (JFE) ist eine mehrmals jährlich erscheinende wissenschaftliche Zeitschrift zu Themen der Finanzwirtschaft.

## Rezeption
Das Zeitschriften-Ranking VHB-JOURQUAL 2.1 (2011) stuft die Zeitschrift in die beste Kategorie A+ ein. Der Thomson Reuters Impact Factor lag 2010 bei 3.810. Eine weitere Studie der französischen Ökonomen Pierre-Phillippe Combes und Laurent Linnemer listet das Journal mit Rang 6 in die zweitbeste Kategorie AA ein.
Der Impact Factor des Journal of Financial Economics lag im Jahr 2012 bei 3,424. Das Journal gehört mit diesem Impact Factor zu den meistzitierten wirtschaftswissenschaftlichen Zeitschriften. In der Statistik des Social Sciences Citation Index wurde das Journal an 3. Stelle von 89 Zeitschriften in der Kategorie Business & Finanzen und an 10. Stelle von 333 Zeitschriften in der Kategorie Wirtschaftswissenschaften geführt.